# Om och om igen
Om och om igen är en psalm med text och musik skriven år 1996 av Jan Mattsson. Texten berör tacksamheten över förlåtelsen som Gud ger om och om igen.

## Publicerad i
- Psalmer och Sånger 2003 som nummer 829 under rubriken "Att leva av tro - Skuld - förlåtelse".[1]